# 鹿島城山公園
鹿島城山公園（かしましろやまこうえん）は、茨城県鹿嶋市にある鹿嶋市立の都市公園（地区公園）である。

## 概要
12世紀末に、常陸平氏の鹿島政幹が現在の鹿島城山公園の現在地に鹿島城（別名・吉岡城）を築いた。その後明治維新にいたるまで鹿島氏の居城であったが、近代には鹿島氏によって鹿嶋市に寄贈され、本丸跡が鹿島城山公園となった。
鹿島城址の公園として整備されている。現在は市民の憩いの場となっており、北浦や筑波山を望むことができる。春には桜やヤマツツジが咲き、市内の桜の名所として「かしま桜まつり」が開催される。公園の内部や周辺には鹿島城の遺構が少しく残っており、往時を偲ばせる。中世の常陸平氏城郭のモデルのひとつである。
公園から徒歩5分の距離に常陸国一宮の鹿島神宮がある。

## 周辺
- 鹿島神宮
- 茨城県立鹿島高等学校・附属中学校

## 交通アクセス
- JR鹿島線・鹿島臨海鉄道大洗鹿島線鹿島神宮駅より徒歩10分